# تب چمنزار
تب چمنزار (به انگلیسی: Prairie Fever) فیلمی محصول سال ۲۰۰۸ و به کارگردانی استیفن بریج واتر، دیوی اس. کاس است. در این فیلم بازیگرانی همچون کوین سوربو، لانس هنریکسن، دامینیک سوین، جیمی آن آلمن، جیلیان آرمینانت، فلیشیا دی، دان سوئیزی و سیلاس وایر میچل ایفای نقش کرده‌اند.